# Fezolinetant
Fezolinetant (merknaam Veoza) is een geneesmiddel dat wordt gebruikt voor de behandeling van opvliegers (vasomotorische symptomen) als gevolg van de menopauze. Het is een oraal actieve, selectieve neurokinine-3 (NK3)-receptorantagonist met een klein molecuul dat momenteel wordt ontwikkeld voor de behandeling van geslachtshormoongerelateerde aandoeningen. Het wordt via de mond ingenomen. Het is ontwikkeld door Astellas Pharma dat het in april 2017 overgenomen heeft van Ogeda (voorheen Euroscreen).
Bijwerkingen zijn: (meest voorkomend) buikpijn, diarree, slapeloosheid, rugpijn, opvliegers en verhoogde levertransaminasen. Fezolinetant werd in de VS in mei 2023 en in december 2023 in de Europese Unie goedgekeurd voor medisch gebruik. Fezolinetant is de eerste neurokinine 3 (NK3)-receptorantagonist die door de Amerikaanse Food and Drug Administration (FDA) is goedgekeurd voor de behandeling van matige tot ernstige opvliegers als gevolg van de menopauze. De FDA beschouwt het als een een 'first-in-class'-medication, een middel dat qua werking de eerste in zijn soort is.
Hoewel fezolinetant effectief blijkt tegen opvliegers wordt het middel (nog) niet vergoed (april 2024). De kosten per maand bedragen ca. €58. 

## Medische toepassingen
Fezolinetant is geïndiceerd voor de behandeling van opvliegers - matige tot ernstige vasomotorische symptomen als gevolg van de menopauze.

## Geschiedenis
In mei 2017 waren de fase I en fase IIa klinische onderzoeken voor opvliegers bij postmenopauzale vrouwen afgerond voor fezolinetant.
In maart 2023 werden de resultaten van een fase III klinische studie (SKYLIGHT 1) naar de behandeling van matige tot ernstige opvliegers als gevolg van de menopauze gepubliceerd in The Lancet.
Fezolinetant vertoont in vitro een hoge affiniteit voor en krachtige remming van de NK3-receptor (Ki = 25 nM, IC50 = 20 nM). Mutaties met functieverlies in TACR en TACR3, de genen die respectievelijk coderen voor neurokinine B en de receptor ervan, de NK3-receptor, worden gevonden bij patiënten met idiopathisch hypogonadotroop hypogonadisme. In overeenstemming hiermee is gevonden dat NK3 -receptorantagonisten zoals fezolinetant de secretie van luteïniserend hormoon (LH) op dosisafhankelijke wijze onderdrukken, maar niet die van follikelstimulerend hormoon (FSH), en bijgevolg op dosisafhankelijke wijze de oestradiol- en progesteronspiegels bij vrouwen en vrouwen verlagen en testosteronniveaus bij mannen. Als zodanig zijn ze vergelijkbaar met GnRH-modulatoren en presenteren ze zich als een potentieel klinisch alternatief voor gebruik bij dezelfde type indicaties. De remming van de productie van geslachtshormonen door inactivatie van de NK3-receptor is echter vaak minder volledig en ‘niet-castrerend’ in vergelijking met die van GnRH-modulatoren. Daardoor kunnen ze een verminderde incidentie van menopauze-achtige bijwerkingen hebben, zoals verlaagde minerale botdichtheid.
In tegenstelling tot GnRH-modulatoren, maar vergelijkbaar met oestrogenen, is gebleken dat NK3-receptorantagonisten, zoals fezolinetant en MLE-4901 (ook bekend als AZD-4901, voorheen AZD-2624), opvliegers bij vrouwen in de menopauze verlichten. Dit lijkt onafhankelijk te zijn van hun effect op de hypothalamus-hypofyse-bijnier-as en daarmee op de productie van geslachtshormonen. Er wordt verwacht dat NK3-receptorantagonisten een nuttig klinisch alternatief zullen zijn voor oestrogenen voor de behandeling van opvliegers, maar met mogelijk verminderde risico's en bijwerkingen.
De werkzaamheid van fezolinetant bij de behandeling van matige tot ernstige opvliegers werd aangetoond in elk van de eerste 12 weken durende, gerandomiseerde, placebogecontroleerde, dubbelblinde delen van twee fase III klinische onderzoeken. In beide onderzoeken werden de vrouwen die een placebo kregen, na de eerste twaalf weken vervolgens opnieuw gerandomiseerd naar Veoza voor een verlengingsonderzoek van 40 weken om de veiligheid te evalueren. Elke proef duurde in totaal 52 weken. De gemiddelde leeftijd van de proefdeelnemers was 54 jaar.
De FDA heeft de aanvraag voor een vervroegd op de markt brengen van fezolinetant ingewilligd. De goedkeuring van Veoza werd verleend aan Astellas Pharma US, Inc.

## Samenleving en cultuur
In oktober 2023 heeft het Comité voor geneesmiddelen voor menselijk gebruik van het Europees Geneesmiddelenbureau een positief advies uitgebracht, waarin de verlening van een vergunning voor het in de handel brengen van het geneesmiddel Veoza, bedoeld voor de behandeling van opvliegers (vasomotorische symptomen) geassocieerd met de menopauze, wordt aanbevolen. De aanvrager van dit geneesmiddel is Astellas Pharma Europe BV. 